# Дюссельдорф-Штадтмітте

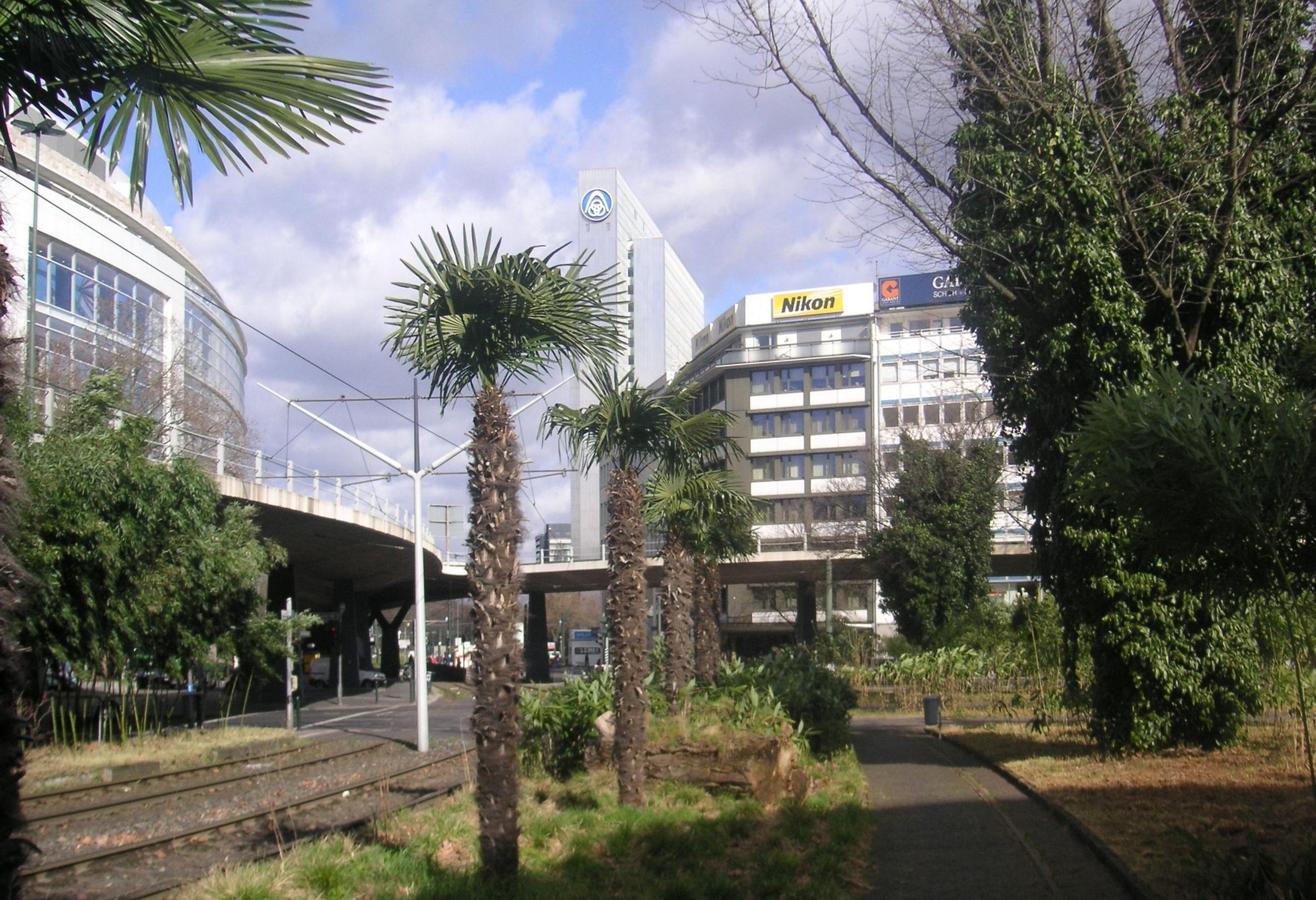
Берлінська алея

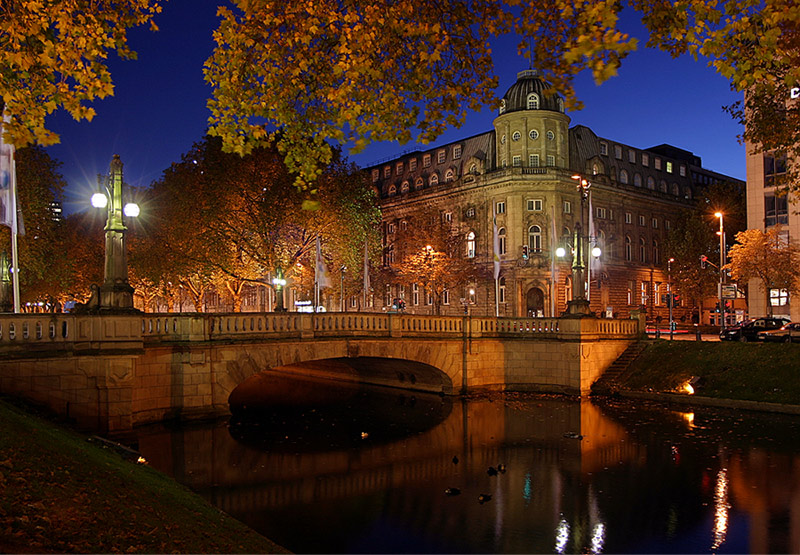
Королівська алея

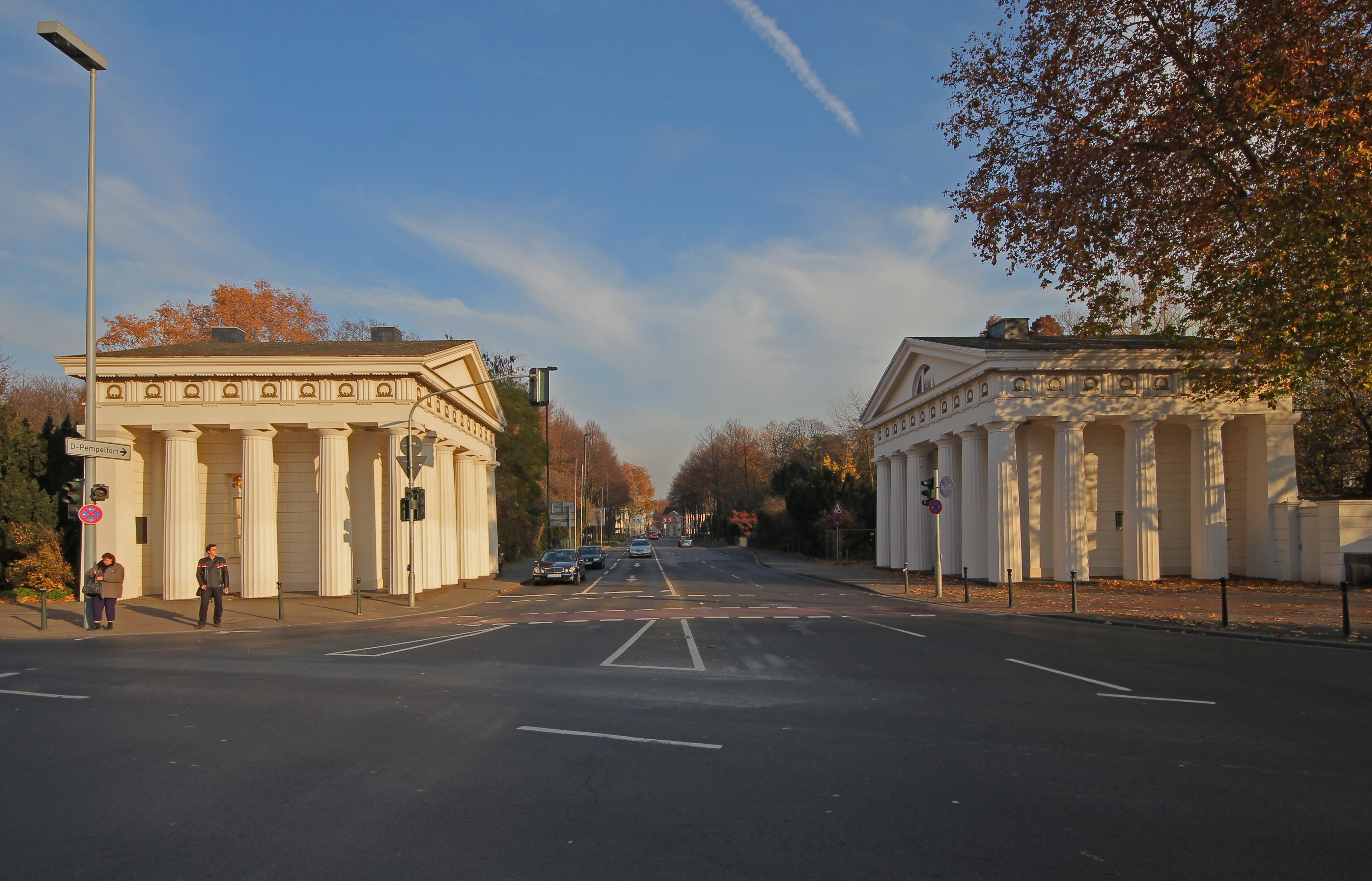
Ратингенська брама

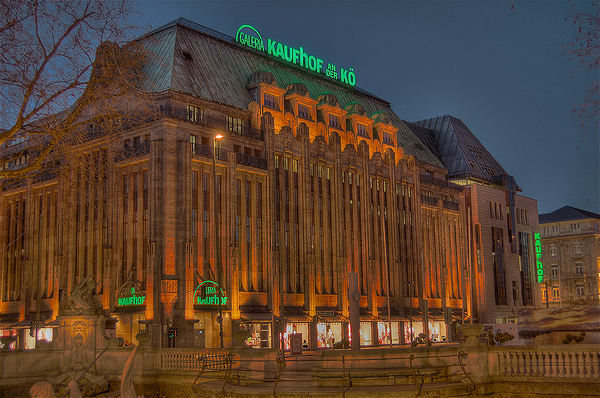
Торговий дім «Тітц»

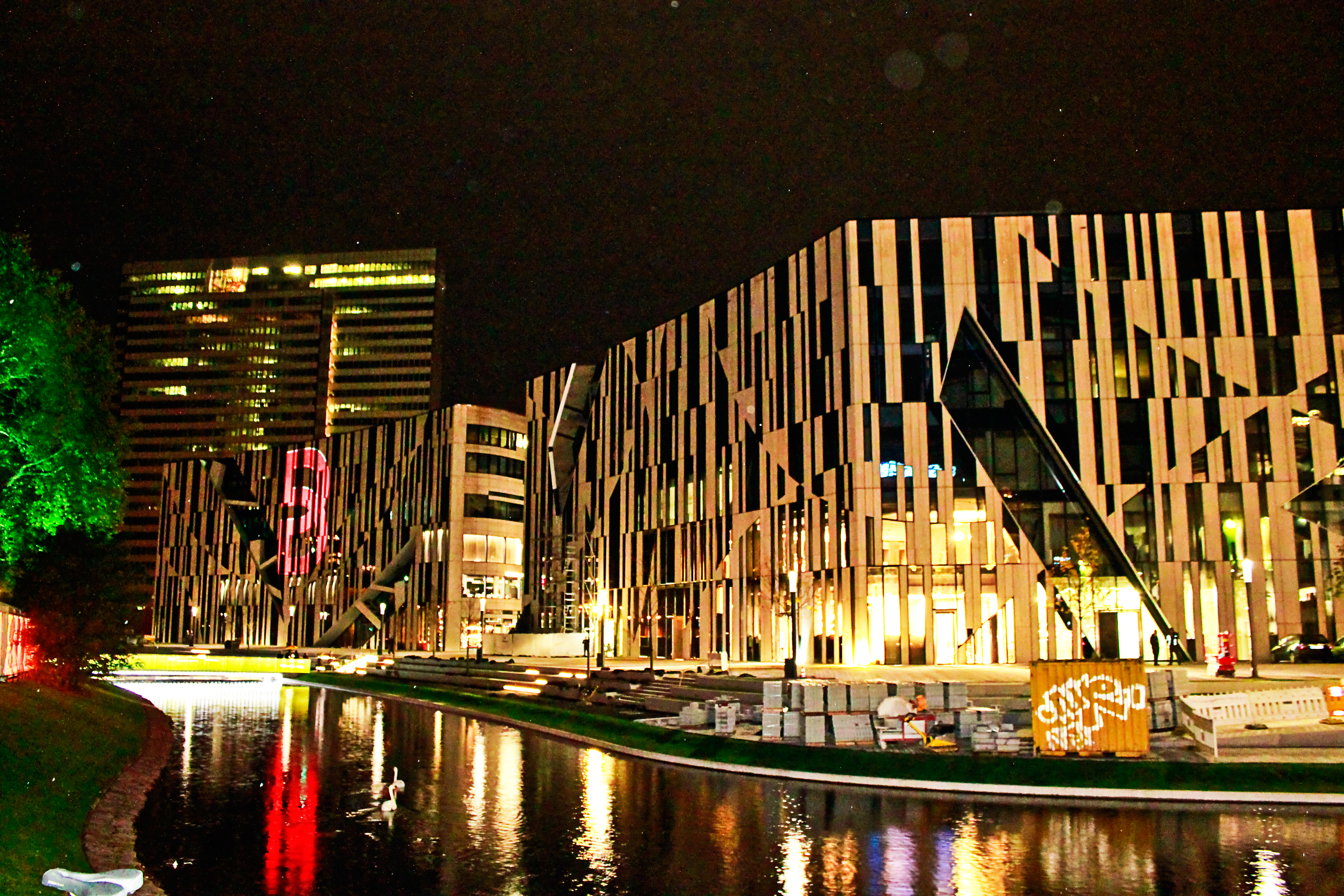
Новобудова Лібескінду

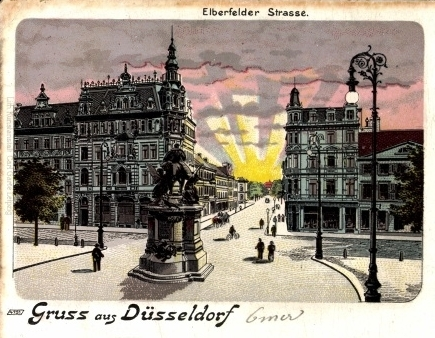
Вітальна листівка 1906 року

Штадтмітте до 1961 Південний Пемпельфорт (нім. Stadtmitte) — один із 50 районів Дюссельдорфа, розташований в 1-му окрузі, в центрі міста. 
Хоча район має невелику площу, за чисельністю населення він належить до найгустонаселеніших районів Дюссельдорфа. 
Штадтмітте — економічне серце столиці землі Північний Рейн-Вестфалія. 
Район на заході обмежений старою частиною міста та Карлштадтом: на сході — дистанцією залізниці Кельн — Дуйсбург зі станцією Дюссельдорф-Головний. 
Район насичений численними офісами та бюро, тут велика концентрація торгових закладів, у тому числі знаходяться чотири великі торгові будинки та три шопінгові центри. 
Найважливіша торгова вулиця — Шадов-штрассе, що є найвідвідуванішою вулицею Дюссельдорфа з найбільшим торговим оборотом.
 
Надрегіональне та міжнародне значення має Королівська алея з бутиками найфешенебельніших світових торгових фірм.
Голов

## Розташування
На заході Штадтмітте межує з районами Альтштадт і Карлштадт, на півночі — з районом Пемпельфорт, на сході з районами Дюссельталь, Флінгерн Північний, Флінгерн Південний, на південному сході з районом Обербільк та на півдні з районом Фридрихштадт. 
Забудова Штадтмітте настільки щільна, що навіть місцеві жителі не завжди визначають межі із сусідніми районами. 
Південною межею є вулиця Графа Адольфа, на сході район обмежений залізницею зі станцією Дюссельдорф-Центральний, на заході межа проходить алеєю Генріха Гейне, Казармової вулиці та на півночі по Придворному саду, частина якого належить до Штадтмітту.
Попри порівняно малу площу району, престижність ділянок коливається дуже суттєво. 
Наприклад, вартість 1 м² землі на північ від вокзалу приблизно 1400 євро, а в районі Королівської алеї доходить до 13 тисяч євро. 
Найбільшими парковками Штадтмітте є Ке, Шадов-штрассе та Головний залізничний вокзал.

## Банківський квартал та Королівська алея
Банківський квартал розташований між трьома паралельними вулицями, що тягнуться з півночі на південь: Казармовою (нім. Kasernenstraße), Широкою (нім. Breite Straße)  та Королівською алеєю (нім. Königsallee).
Приблизно в дюжині вуличних блоків розташовані філії Deutsche Bank і Commerzbank, а також колишньої філії Dresdner Bank, яка нині відійшла до Commerzbank. 
До 1990-х років Дюссельдорф був тим містом, де розташовувалися частини управлінських апаратів перерахованих вище великих банків. 
Це колишнє значення банків наочно відображено в монументальній архітектурі епохи ґрюндерства. 
Крім того, у банківському кварталі є й інші філії солідних банків: Targobank, багатий на традиції банківський будинок HSBC Trinkaus & Burkhardt AG, районна ощадна каса Дюссельдорфа (Kreissparkasse Düsseldorf), The Bank of Tokyo-Mitsubishi UFJ. 
У банківському кварталі розміщуються численні консульські бюро з проблем менеджменту та колегії адвокатів. 
Тут же знаходяться філії редакцій земельних газет Westdeutsche Zeitung та Rheinische Post. 
На вулиці Казармовій розташована головна контора однієї з найбільших і найвпливовіших ділових газет Німеччини Handelsblatt. 
Банківський квартал — омріяне місце для офісів, але й дороге одночасно. 
Нарешті, у цьому кварталі знаходяться два міжнародні п'ятизіркові готелі класу «люкс»: «Breidenbacher Hof» та «Intercontinental».

## Японський квартал
У Дюссельдорфі проживає приблизно 6800 японців і зареєстровано 450 японських підприємств. 
У районі між Берлінською алеєю (Berliner Allee), вулицями Монастирською (Klosterstraße), Шарлотти (Charlottenstraße) та Графа Адольфа (Graf-Adolf-Straße), на площі майже 30 га, розташовані численні філії японських підприємств. 
Центр японського підприємництва — вулиця Іммермана (Immermannstraße). 
На ній в 1978 році споруджений "Німецько-японський центр" ("Deutsch-Japanische Center") з готельним комплексом Nikko площею 12 тисяч м², розрахованим на 6 тисяч гостей. 
У Центрі також розташовані японська торгова палата, генеральне консульство та головна європейська контора концерну Marubeni. 
Крім того, у кварталі розміщені японські комерційні підприємства, банки, страхові та транспортні фірми, рекламні агенції, підприємства галузі послуг, ресторани та торговельні заклади. 
На вулиці Іммерман та двох сусідніх з нею вулицях працюють два японські супермаркети, кілька книгарень та відеотек, спеціалізовані магазини та приватні медичні кабінети. 
Навіть чисто німецька галузь обслуговування (аптеки, м'ясні крамниці, готелі та торгівля мобільними засобами зв'язку) орієнтована тут насамперед далекосхідних клієнтів. 
Сюди приходять для того, щоб придбати або подивитися новинки манги або аніме.
В останні роки в японському кварталі знайшли для себе притулок і успішний бізнес підприємці з Китаю та Південної Кореї, тому тепер у центрі Дюссельдорфа утворився район східноазійської культури. 
У той час як багато успішних японських родин живуть на іншому боці Рейну в міських кварталах Обер- і Нідеркаселя (Oberkassel, Niederkassel), численні співробітники японських фірм, які мають обмежений термін дії робочої візи, намагаються орендувати житло безпосередньо в японському кварталі або поруч в інших адміністративних. районах Дюссельдорфа.

## Визначні пам'ятки
- Королівська алея — красивий бульвар з великими платанами та каналом посередині, званий у Дюссельдорфі коротко "Ке".
- Придворний сад (нім. Hofgarten) — заснований в 1769 році і є найстарішим народним садом Німеччини.
- Висотна будівля Вільгельма Маркса — побудована в 1922-24 роках на алеї Генріха Гейне і є однією з найстаріших висотних будівель Європи та першим хмарочосом Німеччини.
- Бергський лев (нім. Bergischer Löwe) — бронзова скульптура лева, як символу Дюссельдорфа. Встановлена на південному краю Королівської алеї 1963 року до 675-річчя Дюссельдорфа.
- Драматичний театр — збудований у 1970 році.
- Будівля біржі Дюссельдорфа – новобудова 1970 року поряд із театром.
- Будівля Центрального земельного банку.
- Церква Св. Іоанна.
- «Триломцевий будинок» — висотний офісний та адміністративний будинок, збудований у 1957-60 роках.